# Непризнати държави
С термина непризнати държави се обозначават територии или държавни образувания, които имат всички признаци на държавност – контрол над територията, система на управление, фактически суверенитет, но в същото време са лишени от пълно или частично международно дипломатическо признаване и като такива не могат де юре да бъдат субект на международните отношения. Понякога тези страни се наричат самопровъзгласили се държави.

## История
Всъщност самопровъзгласили се държави са били едва ли не голямата част от страните по света, като се започне от Нидерландия, която получава международно признаване едва през 1648 г., което е 70 години след обявяването на фактическата ѝ независимост, САЩ, държавите от Латинска Америка и така нататък. Бумът на самопровъзгласилите се държави е през периода 1917 – 1918 г. и е в резултат на разпадането на съществуващите дотогава империи – Руска, Австро-Унгарска и Османската империя. Някои от тези държави доброволно или принудително са ликвидирани, други успяват да получат международно признаване. По отношение на тези новопоявили се държави Антантата заема доста либерална позиция, следвайки своя принцип на правото на нациите на самоопределение.

## Списък на непризнатите и частично признатите държави
Нов бум на самопровъзгласили се държави има в началото на 90-те години на 20 век след разпадането на Съветския съюз и Югославия и свързаните с тях етно-териториални конфликти – Нагорни Карабах, Приднестровска молдовска република, Южна Осетия, Абхазия, Република Сръбска Крайна, Чеченска република Ичкерия. Този път международната общност заема твърда позиция и фактически налага принципа на нерушимостта на границите над принципа на правото на самоопределение и категорично отказва да признае новите държавни образувания. В резултат на това възниква феноменът постсъветски непризнати държави, чийто статут не е определен, като нерядко международната общност се намесва в тяхното нормално функциониране. Експертите отбелязват, че много от тези държавни образувания де факто са напълно завършени държави, които имат ефективен държавен апарат и се ползват от масовата поддръжка на тяхното население. През 2001 г. постсъветските непризнати държави създават собствено ОНД-2.

### Частично признати държави с фактически контрол над своята територия
| Държава       | Разположение                                 | Независимост     | Независимост, призната от | Забележка |
| ------------- | -------------------------------------------- | ---------------- | --- | --- |
| Абхазия       | Международно признатата територия на Грузия. | 1992 г.          | Венецуела, Науру, Никарагуа, Русия, Сирия. Призната и от също непризнатите Приднестровие и Южна Осетия. | Разположена е между Кавказ и Черно море. Бивша автономна република на Грузинската ССР, обявила независимост, след като Грузия е станала независима държава при разпадането на Съветския съюз. |
| Косово        | Международно признатата територия на Сърбия. | 2008 г.          | Австралия, Австрия, Албания, Афганистан, Белгия, Белиз, Буркина Фасо, България, Германия, Дания, Естония, Ирландия, Исландия, Италия, Канада, Колумбия, Коста Рика, Латвия, Либерия, Литва, Лихтенщайн, Люксембург, Малта, Маршалови острови, Монако, Науру, Норвегия, Великобритания, Перу, Полша, Сан Марино, Сиера Леоне, Словения, САЩ, Сенегал, Турция, Унгария, Финландия, Франция, Нидерландия, Хърватия, Чехия, Швейцария, Швеция, Южна Корея, Япония. Призната и от също непризнатата Тайван. | Самопровъзгласила се на 17 февруари 2008 година държава на Балканския полуостров. От 1999 година областта фактически се управлява от ООН, независимо от Сърбия, на основание на Резолюция 1244 на Съвета за сигурност на ООН. |
| Северен Кипър | Международно признатата територия на Кипър.  | 1983 г.          | Турция, Пакистан. | Намира се в северната част на остров Кипър и е образувана след нахлуването на турски военни части в Република Кипър през 1974 година. Тя обявява независимостта си през 1983 година. През 2004 година нейната територия фактически е включена в състава на Европейския съюз като част от Република Кипър |
| Тайван        | Международно признатата територия на Китай.  | де факто 1949 г. | Белиз, Буркина Фасо, Ватикан, Гамбия, Гватемала, Доминиканска република, Кирибати, Малави, Маршалови острови, Науру, Никарагуа, Палау, Панама, Парагвай, Сао Томе и Принсипи, Салвадор, Есватини, Сейнт Китс и Невис, Сейнт Лусия, Сейнт Винсент и Гренадини, Соломонови острови, Тувалу, Хаити, Хондурас. | Контролираща само остров Тайван и няколко малки прилежащи острова. След гражданската война в Китай през 1949 година силите на Китайската народна република побеждават над силите на Република Китай в континенталната част на Китай, правителството на Република Китай се установява на остров Тайван. Тя губи дипломатическото си признаване и мястото си в ООН в полза на Китайската народна република от 25 октомври 1971 година, с Резолюция 2758 на Генералната асамблея на ООН. Към днешно време Република Китай е призната само от 24 държави, в това число и от Ватикана. Както повечето страни, и България не признава Република Китай, а официалното и българско наименование е Тайван. Тайван осъществява дипломатическите си отношения чрез своите т.нар. икономически и културни представителства (фактически – посолства). Република Китай всъщност не е обявявала никога независимостта си, тъй като смята себе си за единствен легитимен представител на Китай. Тази политика продължава и до днес, макар че напоследък расте броят на хората, желаещи обявяването на независима тайванска държава. |
| Южна Осетия   | Международно признатата територия на Грузия. | 1991 г.          | Венецуела, Науру, Никарагуа, Русия, Сирия. Призната и от също непризнатите Абхазия, и Приднестровие. | Разположена е в Кавказ. Провъзгласява независимостта си при отделянето на Грузия от СССР. Грузия неуспешно се опитва да възвърне контрола си над нея във войната през август 2008 г. |

### Непризнати държави с фактически контрол над своята територия
| Държава       | Разположение                                  | Независимост | Забележка |
| ------------- | --------------------------------------------- | ------------ | --- |
| Приднестровие | Международно признатата територия на Молдова. | 1990 г.      | Обхваща територията на Молдова на изток от река Днестър. Призната единствено от също непризнатите Абхазия, Нагорни Карабах и Южна Осетия.                            |
| Сомалиленд    | Международно признатата територия на Сомалия. | 1991 г.      | През май 1991 година северните племенни кланове провъзгласяват Независимата република Сомалиленд, включваща в състава си 5 от 18 административни региона на Сомалия. |

### Частично признати държави, намиращи се под военна окупация
| Държава               | Разположение                                     | Независимост | Независимост призната от | Забележка |
| --------------------- | ------------------------------------------------ | ------------ | --- | --- |
| Западна Сахара        | В северозападна Африка.                          | 1975 г.      | Алжир, Ангола, Антигуа и Барбуда, Барбадос, Боливия, Ботсвана, Белиз, Бурунди, Вануату, Венецуела, Виетнам, Гренада, Гвиана, Гвинея-Бисау, Еквадор, Етиопия, Замбия, Зимбабве, Иран, Източен Тимор, Камбоджа, Кения, Куба, Лаос, Лесото, Либия, Мали, Мавритания, Мавриций, Мозамбик, Мексико, Намибия, Нигерия, Панама, Папуа Нова Гвинея, Руанда, Северна Корея, Сейнт Винсент и Гренадини, Сейнт Китс и Невис, Сирия, Суринам, Тринидад и Тобаго, Танзания, Уганда, Уругвай, Хаити, Република Южна Африка, Ямайка.                                           | Призната от Африканския съюз. Не е призната от ООН, но фигурира в нейния списък на колониалните територии. По-голямата част от която е под фактическия контрол на Мароко. Сахарска арабска демократична република управлява останалата част от територията, като седалището на правителството на САДР е де факто в Алжир. |
| Палестинска автономия | Окупираните от Израел Ивица Газа и Западен бряг. | 1988 г.      | Призната от всички арабски страни. Призната от всички африкански страни с изключение на Еритрея, Кения, Кот д’Ивоар, Либерия, Лесото, Малави, Южна Африка. Призната също така и от: Австрия, Албания, Афганистан, Бангладеш, Беларус, Босна и Херцеговина, България, Бутан, Бруней, Вануату, Ватикан, Виетнам, Индия, Индонезия, Иран, Камбоджа, Кипър, Китай, Коста Рика, Куба, Лаос, Малайзия, Малдиви, Малта, Монголия, Непал, Никарагуа, Пакистан, Полша, Румъния, Северна Корея, Сърбия, Турция, Украйна, Унгария, Филипини, Черна гора, Чехия, Шри Ланка. | Не е призната официално от ООН като държава, но има официален статус на наблюдател към ООН. Поддържа дипломатически отношения с още 11 страни, без пълноправно признаване от тяхна страна: Белгия, Бразилия, Германия, Гърция, Испания, Италия, Португалия, Обединено кралство, Франция, Холандия, Швейцария.             |

## Частично непризнати държави
| Държава       | Не е призната от | Статут |
| ------------- | --- | --- |
| Армения       | Пакистан. | Член на ООН. |
| Израел        | Алжир, Афганистан, Бангладеш, Бахрейн, Бруней, Гвинея, Джибути, Индонезия, Иран, Ирак, Катар, Йемен, Коморски острови, Кувейт, Либия, Ливан, Малайзия, Малдиви, Мали, Пакистан, Обединени арабски емирства, Саудитска Арабия, Сирия, Сомалия, Судан, Чад. | Член на ООН. Не е призната от мнозинството арабски държави с изключение на Египет, Йордания, Мавритания, Мароко, Оман Тунис, като с Мароко, Оман и Тунис дипломатическите отношения са прекъснати. |
| Кипър         | Турция. | Член на ООН. |
| Китай         | Ватикан, Науру, Маршалови острови, Палау, Тувалу, Есватини, Белиз, Гватемала, Хаити, Парагвай, Сейнт Китс и Невис, Сейнт Лусия, Сейнт Винсент и Гренадини.                                                                                                | Член на ООН. Страните, които не я признават, признават Тайван. |
| Северна Корея | Южна Корея. | Член на ООН. |
| Южна Корея    | Северна Корея. | Член на ООН. |

## Бивши непризнати и частично признати държави

### Във връзка с разпадането на Съветския съюз
| Държава                            | Независимост | Забележка |
| ---------------------------------- | ------------ | --- |
| Нахичеван                          | 1990         | Реинтегрирана в Азербайджан като автономна република през 1990 г. |
| Аджария                            | 1991 – 2005  | Бивша автономна република на Грузинската ССР, обявява независимост, след като Грузия става независима държава през 1991 г. През 2005 г. Грузия възвръща контрола и я реинтегрира като автономна република |
| Татарстан                          | 1992 – 1994  | Реинтегрирана в Русия през 1994 г. |
| Гагаузия                           | 1991 – 1994  | Реинтегрирана в Молдова като автономна република през 1994 г. |
| Чечения                            | 1991 – 1999  | Реинтегрирана в Русия през 1999 г. |
| Талиш-муганска автономна република | 1993         | Реинтегрирана в Азербайджан през 1993 г. |

### Във връзка с разпадането на Югославия
| Държава               | Независимост | Забележка                                                                                          |
| --------------------- | ------------ | -------------------------------------------------------------------------------------------------- |
| Западна Босна         | 1993 – 1995  | Реинтегрирана в Босна и Херцеговина през 1995 г.                                                   |
| Република Сръбска     | 1991 – 1995  | Реинтегрирана в Босна и Херцеговина през 1995 г. като една от двете федерални единици на страната. |
| Дубровнишка република | 1991 – 1992  | Реинтегрирана в Хърватия през 1991 г.                                                              |
| Сръбска Крайна        | 1990 – 1995  | Реинтегрирана в Хърватия през 1995 г.                                                              |

### Държавни образувания във връзка с Втората световна война
| Държава                      | Независимост | Забележка |
| ---------------------------- | ------------ | --- |
| Беларуска Централна Рада     | 1943 – 1944  | Про-нацистко беларуско държавно образувание. |
| Карпатска Украйна            | 1939         | Образувана при разпадане на Чехословакия през 1939 г. Просъщесвувала е само три дни, поради военна намеса и анексиране от Унгария. В днешно време територията ѝ е част от Украйна.                                                                                |
| Локотско самоуправление      | 1941 – 1943  | Про-нацистко руско държавно образувание около гр. Локот, Русия. |
| Манджоу-Го                   | 1932 – 1945  | Про-японско китайско държавно образувание. Била е призната само от нацистка Германия и нейните съюзници. |
| Независима хърватска държава | 1941 – 1944  | Реинтегрирана в Югославия през 1944 г. Била е призната само от нацистка Германия и нейните съюзници. И още няколко неутрални държави. Територията ѝ обхваща днешните държави Хърватия, Босна и Херцеговина и част от Сърбия.                                      |
| Република Махабад            | 1945 – 1946  | Про-съветска кюрдска държава в Иран. Реинтегрирана в Иран през 1946 г. |
| Република Китай – Нандджинг  | 1940 – 1945  | Про-японско китайско държавно образувание. Била е призната само от нацистка Германия и нейните съюзници. |
| Република Ужице              | 1941         | Държавно образувание под контрола на партизаните. |
| Словашка република           | 1939 – 1945  | Образувана при разпадане на Чехословакия през 1939 г. Била е призната само от нацистка Германия и нейни съюзнички, и още няколко неутрални държави. Реинтегрирана в Чехословакия през 1945 г. Територията ѝ обхваща част от днешната независима държава Словакия. |

### В Африка
| Държава       | Независимост             | Забележка |
| ------------- | ------------------------ | --- |
| Анжуан        | 1997 – 2002, 2007 – 2008 | Откъсва се от Коморските острови през 1997 г., през 2002 г. се връща в състава на Коморските острови. През 2007 г. обявява отново независимост, през 2008 г. е реинтегрирана отново в състава на Коморските острови. |
| Биафра        | 1967 – 1970              | Самообявила се независима държава в южна Нигерия. |
| Бопутатсвана  | 1977 – 1994              | Бивш Бантустан. |
| Венда         | 1979 – 1994              | Бивш Бантустан. |
| Джубаланд     | 1998 – 1999              | В Сомалия. |
| Кабинда       | 1975 – 1976              | Бивша португалска колония, присъединена към Ангола. |
| Катанга       | 1960 – 1963              | Самообявила се независима държава в южната част на Демократична република Конго. |
| Мохели        | 1997 – 2002              | Откъсва се от Коморските острови през 1997 г., през 2002 г. се връща в състава на Коморските острови. |
| Република Риф | 1921 – 1926              | Самообявила се независима държава в днешно Мароко. |
| Родезия       | 1965 – 1979              | Бивша британска колония, обявила едностранно независимостта си. Днес: Зимбабве. |
| Транскей      | 1979 – 1994              | Бивш Бантустан. |
| Цискей        | 1981 – 1994              | Бивш Бантустан. |

### Други
- Артибонит (2004)
- Бугенвил (1975 – 1997)
- Еспириту Санто (1980)
- Западна Меланезия (1984)
- Западна Папуа
- Качин (1962 – 1994)
- Кюрдистан (1920 – 1924)
- Ротума (1987 – 1988)
- Сувадив (1959 – 1963)
- Таварола (1836 – 1934)
- Тибет (1912 – 1950)
- Тува (1921 – 1944)
- Уйгуристан
- Южни Молику (1950)
- Южно Касай (1960 – 1961)